# Condado de Sumter (Georgia)
El condado de Sumter (en inglés: Sumter County), fundado en 1831, es uno de 159 condados del estado estadounidense de Georgia. En el año 2000, el condado tenía una población de 33 200 habitantes y una densidad poblacional de 26 personas por km². La sede del condado es Americus. El condado recibe su nombre por Thomas Sumter.

## Geografía
Según la Oficina del Censo, el condado tiene un área total de 1276 km² (492,7 mi²), de la cual 1257 km² (485,3 mi²) es tierra y 4 km² (1,5 mi²) (1.47%) es agua.

### Condados adyacentes
- Condado de Macon (norte-noreste)
- Condado de Dooly (este)
- Condado de Crisp (sureste)
- Condado de Lee (sur)
- Condado de Terrel (suroeste)
- Condado de Webster (oeste)
- Condado de Marion (noroeste)
- Condado de Schley (norte-noroeste)

## Demografía
Según el censo de 2000, había 33 200 personas, 12 025 hogares y 8501 familias residiendo en la localidad. La densidad de población era de 26 hab./km². Había 13 700 viviendas con una densidad media de 11 viviendas/km². El 48.22% de los habitantes eran blancos, el 49.02% afroamericanos, el 0.30% amerindios, el 0.59% asiáticos, el 0.02% isleños del Pacífico, el 0.26% de otras razas y el 1.26% pertenecía a dos o más razas. El 2.68% de la población eran hispanos o latinos de cualquier raza.
Los ingresos medios por hogar en la localidad eran de $30 904, y los ingresos medios por familia eran $35 379. Los hombres tenían unos ingresos medios de $27 828 frente a los $20 439 para las mujeres. La renta per cápita para el condado era de $15 083. Alrededor del 21.40% de la población estaban por debajo del umbral de pobreza.

## Transporte

### Principales carreteras
- U.S. Route 19
- U.S. Route 280
- SR 3
- SR 27
- SR 30
- SR 45
- SR 49
- SR 118
- SR 153
- SR 196
- SR 308
- SR 377

## Localidades
- Americus
- Andersonville
- De Soto
- Leslie
- Plains
- Cobb